# Karl-Friedrich Kolbow
Karl-Friedrich Kolbow (* 20. November 1899 in Schwerin; † 24. September 1945 in Thorée-les-Pins) war ein deutscher nationalsozialistischer Politiker. Er war zwischen 1933 und 1944 Landeshauptmann der Provinz Westfalen. Als solcher war er unter anderem für die Umsetzung der nationalsozialistischen Rassenideologie zuständig. Außerdem war er Vorsitzender des Westfälischen Heimatbundes und als solcher einer der Wortführer der Heimatbewegung zur Zeit des Nationalsozialismus.

## Leben
Kolbow, dessen Vater Justizrat war, besuchte das Gymnasium in Schwerin und war beeinflusst von der Jugendbewegung der Zeit. Nach dem Notabitur 1917 leistete er Kriegsdienst im Ersten Weltkrieg. Seine Einheit bewachte auf der Krim den Hafen von Sewastopol und später ein Kohlebergwerk in der Nähe der georgischen Stadt Kutaissi. Zuletzt nahm er an der Sicherung einer Bahnlinie nördlich von Odessa teil.
Nach dem Krieg begann Kolbow 1919 ein Studium der Geologie, Geografie und Geschichte in Jena und München. In Jena wurde er Mitglied der Sängerschaft Johanni-Fridericia. In München besuchte er im Februar 1921 erstmals eine Massenveranstaltung der NSDAP mit Adolf Hitler und trat bald darauf der Partei bei (Mitgliedsnummer 2.900). Damit gehörte er später zur sogenannten „Alten Garde“. Im Mai 1921 schloss sich Kolbow dem Freikorps Oberland an und kämpfte in Oberschlesien. Mitglied der SA wurde er ein Jahr später. In der SA erreichte er den Rang eines Obersturmbannführers. Anschließend nahm er ein Studium des Bergbauwesens an der Bergakademie Freiberg auf, das er 1925 als Diplom-Bergbauingenieur abschloss. In dieser Zeit gründete Kolbow die NSDAP-Ortsgruppe in Freiberg und trat der neu gegründeten Partei zum 19. Juni 1925 erneut bei (Mitgliedsnummer 8.135).
Nach dem Examen arbeitete Kolbow als Betriebsassistent und stellvertretender Betriebsleiter einer Blei- und Silbererzgrube in Erbendorf (Oberpfalz). Danach war er für kurze Zeit Ingenieur und Betriebsleiter einer Grubenlampen- und Akkumulatorenfabrik in Chemnitz und ab 1927 als Betriebsingenieur in Neunkirchen im Siegerland tätig. Kolbow wurde 1929 Kreisleiter der NSDAP für das Siegerland. Außerdem war er seit 1931 Gaufachberater für Fragen des Bergbaus. Seit 1932 war er Mitglied des Provinziallandtages der Provinz Westfalen.
1933 wurde Kolbow Staatskommissar für den Provinzialverband Westfalen und zum Landeshauptmann der Provinz Westfalen gewählt. Vorangegangen war der erzwungene Rücktritt seines Vorgängers Franz Dieckmann. Hinter Kolbows Ernennung durch den Oberpräsidenten Ferdinand Freiherr von Lüninck stand wohl der Gau Westfalen-Süd. Kolbow sollte die Provinzialverwaltung in eine „nationalsozialistische Bastion“ verwandeln. Unmittelbar nach seinem Amtsantritt ließ er linke, liberale und andere als „politisch unzuverlässige“ Beschäftigte entfernen. Innerhalb der Provinzialverwaltung stieß er als Nichtjurist und Nichtwestfale zunächst auf Vorbehalte. Lüninck räumte Kolbow, der ihm eigentlich unterstellt war, einen beträchtlichen Handlungsspielraum ein. Beide lehnten eine demokratische Selbstverwaltung zwar ab, versuchten aber, die Interessen der Provinz Westfalen gegenüber staatlichen Stellen und der Partei zu wahren. Dahinter steckte bei Kolbow das Leitbild eines Regionalismus auf „stammeskultureller Basis“. So lehnte er etwa die Bildung eines eigenständigen Ruhrbezirks ab, weil er unter anderem nur in der Anbindung an die Rheinprovinz und an Westfalen eine Assimilierung der aus dem Osten eingewanderten Bevölkerungsgruppen für möglich hielt. Kolbow nahm dabei auch Konflikte mit der Führung des Gaus Westfalen-Süd in Kauf, dem er seinen Aufstieg verdankte. Gestützt auf Lüninck wurde er zu einem der einflussreichsten Landeshauptmänner in Preußen.
Kolbow war auch Vorsitzender des Westfälischen Heimatbundes und eine der führenden Personen der Heimatbewegung in Deutschland. Als solcher beteiligte er sich auch an den Planungen zur Germanisierung des 1939 besetzten Warthegaus. Für Kolbow war der von der Wehrmacht besetzte Osten ein zukünftiges Siedlungsareal eines zum bäuerlich-kriegerischen „Grenzkampf“ bestimmten „Deutschtums.“ (vgl. Deutscher Grenzkolonialismus).
In seinem eigentlichen Verantwortungsbereich war Kolbow dafür zuständig, die Jugendhilfe, die Fürsorgeerziehung und die Psychiatrie im Bereich des Provinzialverbandes der Provinz Westfalen an die nationalsozialistischen Rassegrundsätze anzupassen. Im Zuge der Euthanasieaktionen während des Zweiten Weltkrieges war er maßgeblich verantwortlich für deren Umsetzung in der Provinz Westfalen. Unter seiner Ägide wurden in den Provinzialanstalten in Niedermarsberg und Aplerbeck die sogenannten Kinderfachabteilungen zur Ermordung behinderter Kinder eingerichtet.
Im Jahr 1944 wurde Kolbow verhaftet, aus der Partei ausgeschlossen und aus seinen öffentlichen Ämtern entlassen. Hintergrund waren Differenzen mit der Parteiführung und die Nähe zu Lüninck, der im Zusammenhang mit dem Attentat vom 20. Juli 1944 verhaftet worden war. Kolbow hatte in einem bei Lüninck gefundenen Schreiben Kritik an der „volkstumspolitischen“ Unzulänglichkeit des „vermassten“ und „rebarbarisierenden“ Nationalsozialismus geübt. Der Hinrichtung konnte Kolbow entgehen, weil sich Gauleiter Meyer für ihn einsetzte. Kolbow musste sich zum Kriegsdienst melden und war einfacher Soldat (Baupionier). Nach Kriegsende wurde er von den französischen Besatzungsbehörden als NS-belastet festgenommen und interniert. Kolbow verstarb in einem französischen Lager.
Nach dem Krieg wurde er von ehemaligen Mitarbeitern und Vertretern der westfälischen Heimatbewegung als „anständiger Nazi“ stilisiert, der sich von jugendbewegten Idealen habe leiten lassen und sich für die Natur und den Heimatgedanken in Westfalen engagiert habe. Vergessen wurde dabei indes seine Mitverantwortung für die Verbrechen des Regimes etwa im Rahmen der Euthanasie. Grundlage dieser erst in den 1970er-Jahren erschütterten Charakterisierung Kolbows war eine sehr selektive Auswertung seiner Tagebücher.
In der Sowjetischen Besatzungszone wurden seine Schriften Die Kulturpflege der preußischen Provinzen (Kohlhammer, Stuttgart 1937) und Kulturpflege der Gemeinden und Gemeindeverbände, beigefügt Helmut Bojungas Das Schulwesen (= Die Gemeindeverwaltungs- und Sparkassenschule, Bd. 12; Eher, München 1937) auf die Liste der auszusondernden Literatur gesetzt.

## Schriften
- Die Kulturpflege der preussischen Provinzen. Stuttgart 1937
- Fragen der Binnenschiffahrt zwischen Rhein und Elbe. Münster 1937
- Geschichte Westfalens. Bochum 1941
- Natur und Heimat. Wolfshagen-Scharbeutz: Westphal 1939